# سیارک ۱۳۰۶۲
سیارک ۱۳۰۶۲ (به انگلیسی: 13062 Podarkes، نامگذاری:1991HN) سیزده هزار و شصت و دومین سیارک کشف شده‌است که در ۱۹ آوریل ۱۹۹۱ کشف شد.
قدر مطلق سیارک برابر ۱۱٫۱۰ است.